# 珠江实业集团
广州珠江实业集团有限公司，简称珠江实业集团或珠实集团，成立于1979年6月，是广州市属全资大型国有企业，业务涵盖城市建设与开发、产业园区投融资与开发建设运营、城市运营与服务三大业务板块，旗下拥有珠江股份（上交所：600684）和苏交科（深交所：300284）等上市公司。

## 历史
1979年，集团前身广州珠江外资建设公司挂牌成立，从承建中国第一家中外合作五星级宾馆——白天鹅宾馆起步，开创了中国国内工程总承包的先河，之后又陆续承建中国大酒店、花园酒店、天河体育中心等广州市标志性建筑。1989年，更名为广州珠江实业总公司。1996年，实行企业改制，更名为广州珠江实业集团有限公司。

## 子公司
- 珠江建设
- 珠江装修
- 珠江股份
  - 珠江城市服务
    - 珠江文体
- 珠江商管
- 珠江健康